# Сендзейовиці (Лодзинське воєводство)
Сендзейовиці (пол. Sędziejowice, нім. Sendewitz) — село в Польщі, у гміні Сендзейовиці Ласького повіту Лодзинського воєводства.
Населення — 664 особи (2011).
У 1975-1998 роках село належало до Серадзького воєводства.

## Демографія
Демографічна структура станом на 31 березня 2011 року:
|          | Загалом | Допрацездатний вік | Працездатний вік | Постпрацездатний вік |
| -------- | ------- | ------------------ | ---------------- | -------------------- |
| Чоловіки | 312     | 71                 | 214              | 27                   |
| Жінки    | 352     | 75                 | 202              | 75                   |
| Разом    | 664     | 146                | 416              | 102                  |